# Sympycnus minor
Sympycnus minor är en tvåvingeart som beskrevs av Octave Parent 1937. Sympycnus minor ingår i släktet Sympycnus och familjen styltflugor.
Artens utbredningsområde är Kongo. Inga underarter finns listade i Catalogue of Life.